# Pasilobus conohumeralis
Pasilobus conohumeralis là một loài nhện trong họ Araneidae.
Loài này thuộc chi Pasilobus. Pasilobus conohumeralis được miêu tả năm 1894 bởi Hasselt.